# Hyloscirtus lynchi
Espèce
Synonymes
- Hyla lynchi Ruiz-Carranza & Ardila-Robayo, 1991

Statut de conservation UICN

 CR  : 
En danger critique
Hyloscirtus lynchi est une espèce d'amphibiens de la famille des Hylidae.

## Répartition
Cette espèce est endémique du département de Santander en Colombie. Elle se rencontre entre 2 540 et 2 700 m d'altitude sur le versant Ouest de la cordillère Orientale,.

## Étymologie
Cette espèce est nommée en l'honneur de John Douglas Lynch.

## Publication originale
- Ruiz-Carranza & Ardila-Robayo, 1991 : Una nueva especies de Hyla del grupo bogotensis (Amphibia: Anura: Hylidae) de la Cordillera Oriental de Colombia. Caldasia vol. 16, no 78, p. 337–342 (texte intégral).